# Conseil des Affaires du Dedans du Royaume

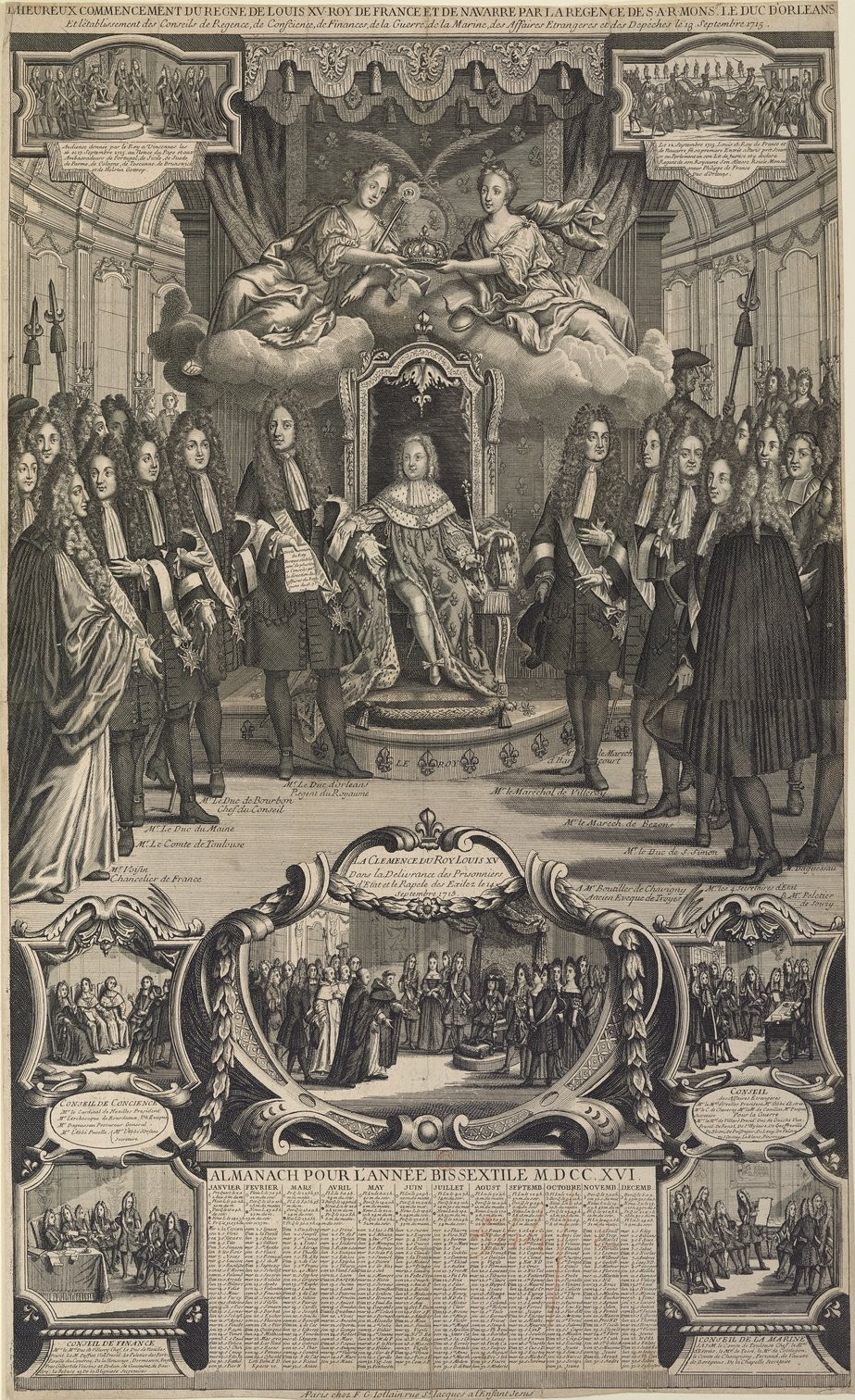
L'heureux commencement du règne de Louis XV, Roy de France et de Navarre par la régence de S. A. R. Monseigneur le duc d'Orléans et l'établissement des Conseils

Le Conseil des affaires du dedans du Royaume, ou plus simplement Conseil du dedans est l'un des conseils particuliers de la polysynodie, système de gouvernement instauré par le Régent Philippe d'Orléans au début de la Régence, de 1715 à 1718. La polysynodie lui permet d'associer la haute noblesse aux décisions politiques, en la faisant participer à sept conseils qui assistent le Conseil de Régence. Ces nouveaux Conseils ne sont pas des conseils de gouvernement ou d'administration, mais bien des ministères collégiaux.
Comme les autres conseils de la polysynodie, le Conseil des affaires du dedans est créé par le Régent par la déclaration du 15 septembre 1715. Présidé par le duc d'Antin, il compte à l'origine trois membres de la noblesse d'épée et cinq de la noblesse de robe, choisis pour tenir compte des équilibres politiques et des compétences.
Remplaçant l'ancien Conseil des dépêches où rapportaient les secrétaires d’État, le Conseil du dedans siège au Louvre et traite des affaires variées, qui concernent les provinces du royaume : des contentieux, des affaires criminelles, des questions touchant aux protestants, etc. Il ne transmet qu'une petite part de ces dossiers directement au Régent ou au Conseil de Régence, classant sans suite ou renvoyant les autres aux autorités compétentes.
Le Conseil du dedans est supprimé en même temps que la polysynodie, le 24 septembre 1718.

## La composition du Conseil du dedans

### Membres

#### À partir de septembre 1715
- Louis-Antoine de Pardaillan de Gondrin (1665-1736), duc d'Antin, président du Conseil du dedans ;
- Jacques-Louis de Beringhen (1651-1723), premier écuyer de France ;
- Louis Bufile de Brancas, marquis de Forcalquier (1672-1750), lieutenant général ;
- Paul de Fieubet (1664-1718), maître des requêtes ;
- Nicolas Roujault (1662-1723),maître des requêtes et intendant de Rouen ;
- Anne-Charles Goislard de Montsabert (1677-1733), conseiller au Parlement ;
- Ambroise Ferrand (1649-1731), conseiller au Parlement, exclu du Conseil du dedans en juin 1718 ;
- Guillaume Menguy, abbé (mort en 1728), conseiller clerc au Parlement, entré le 1er octobre 1715 au Conseil du dedans et exclu en juin 1718[1].

#### Entré en juillet 1717
- Noël Danycan de Landivisiau (1686-1730), intendant du commerce[1].

#### Entré en juillet 1718
- Jacques Joseph Vipart marquis de Silly (1671-1727),  lieutenant général [1].

### Entre équilibre politique et compétences
La liste des membres du Conseil du dedans est presque définitivement fixée dès le 19 septembre 1715. Le Régent nomme aux différents conseils, mais doit tenir compte d'impératifs politiques, dans un contexte où son pouvoir est, par nature, peu assuré. Il s'agit de rallier à son gouvernement les différentes composantes de la Cour. 
C'est ainsi qu'il nomme au Conseil du dedans des nobles d'épée qui sont loin de lui être acquis. À sa tête, le duc d'Antin, qui lui a été peu favorable par le passé. Il est l'unique fils légitime de Madame de Montespan, donc demi-frère du duc du Maine et du comte de Toulouse, bâtards légitimés de la Montespan et de Louis XIV et ennemis politiques du Régent. Le duc d'Antin a d'abord été hostile au duc d'Orléans et a été un des piliers de « la cabale de Meudon », formée en opposition à Louis XIV autour de son fils le Grand Dauphin. Mais en 1715, il affiche une sorte de neutralité à l'égard du Régent, neutralité qui aurait pu, sans l'insistance de Saint-Simon, ne lui valoir aucun poste important puiqu'il n'a ainsi pas de capacité de nuisance. Il obtient la présidence du Conseil du dedans parce que le duc d'Harcourt la refuse. Toutefois, le duc d'Antin est également l'un des personnages les plus en vue de la Cour, une sorte de modèle du parfait courtisan et il est par ailleurs favorable à l'instauration de la polysynodie. 
Le duc de Saint-Simon a également refusé la présidence du Conseil du dedans, parce qu'il considérait que c'était un travail trop prenant et fastidieux :  

« Je la refusai parce je la trouvais trop forte et trop laborieuse à me charger du détail de tout ce qui vient de procès, de dispute, de règlements au Conseil des dépêches, et de les rapporter au Conseil de Régence. »

Le Régent installe aussi au Conseil du dedans un de ses adversaires notoires, Jacques-Louis de Beringhen, soutien affiché du duc du Maine, le principal adversaire politique du Régent. Cette nomination fait donc partie d 'une stratégie globale de neutralisation du parti du duc du Maine. Entre également au Conseil du dedans Louis de Brancas de Forcalquier, qui appartenait à la « vieille Cour » opposée au Régent.
Enfin, le Régent nomme au Conseil du dedans des alliés de circonstance, en l’occurrence des parlementaires pro-jansénistes comme Goislard de Montsabert, l'abbé Menguy et Ambroise Ferrand. Il s'agit de récompenser le Parlement de son soutien lors de la cruciale journée du 2 septembre 1715 qui a assis le pouvoir du Régent, tout en ne les nommant pas dans les conseils particuliers plus prestigieux (guerre, affaires étrangères, finances). De plus, la nomination de ces parlementaires est utile puisque le Conseil du dedans doit traiter des affaires religieuses.
Contrairement aux autres conseils, dont la composition montre clairement le primat des compétences, il est difficile de cerner des profils de compétences spécifiques pour le Conseil du dedans. Parmi les deux maîtres de requêtes qui y entrent, Nicolas Roujault a une solide expérience d'intendant, mais ce n'est pas le cas de Paul de Fieubet. Logiquement, le Conseil de finances est un des conseils de la polysynodie où la proportion de nobles de robe est la plus forte : cinq sur huit, alors que, sur l'ensemble des conseils, les deux noblesses sont à part égales.

## Le Conseil du dedans au travail

### À Paris
Comme les autres conseils de la polysynodie, le Conseil du dedans siège à Paris. En effet, dès septembre 1715, le Régent organise le déménagement du roi et de la Cour d'abord à Vincennes puis, rapidement, à Paris, qui redevient donc la capitale politique de la France. Le roi enfant Louis XV et sa Cour sont installés au palais des Tuileries.
La réunion d'installation du Conseil du dedans a lieu le 5 octobre 1715, mais ses règles de fonctionnement sont fixées dès le 1er octobre. Dès la première séance, le Conseil du dedans travaille, instaurant une certaine routine qui durera trois ans. Comme la plupart des conseils de la polysynodie, il se réunit au Louvre, où il partage une salle avec l'Académie française dans le Pavillon de l'Horloge, l'actuelle salle des Coustou. Il tient deux séances par semaine, le mercredi et le samedi.
Trois bureaux sont affectés au Conseil du dedans, chacun dirigé par un premier commis : Clair Adam, Louis Courdemer et Daniel Larroque, qui est le secrétaire du Conseil. Clair Adam (vers 1650-1725), secrétaire du roi, a d'abord été l'intendant de Colbert de Torcy et commis au secrétariat d’État des Affaires étrangères. Il rejoint le Conseil du dedans lors de sa création et prend sa retraite à sa suppression en 1718. Daniel Larroque (1660-1731) est d'abord protestant et abjure en 1690. Il est nommé au Conseil du dedans à la demande de son président, le duc d'Antin, parce qu'il est un proche de cette famille.

### Compétences et attributions
Comme les autres conseils particuliers, le Conseil du dedans est un véritable ministère collégial. Il hérite des matières qui étaient autrefois rapportées au Conseil des dépêches par les différents secrétaires d’État. La délimitation des compétences entre le Conseil du dedans et les autres conseils donne lieu à des désaccords. Ainsi, après conflit avec le Conseil de finances, le Conseil du dedans hérite de l'administration des ponts et chaussées, ainsi que des haras. De même, avec le Conseil de commerce, au profit de qui le duc d'Antin doit renoncer à l'autorité sur les manufactures. Les Conseils du dedans et de conscience sont tous deux chargés des affaires religieuses et leurs attributions précises sont difficiles à démêler.
Les provinces, qui constituent l'essentiel des compétences du Conseil du dedans, sont réparties entre les conseillers, surtout ceux de robe. Goislard de Montsabert gère le Maine, la Touraine, le Bourbonnais, le Nivernais, La Rochelle, l'Aunis, Oléron ; Fieubet reçoit la Guyenne, le Languedoc, l'Auvergne ; Roujault a le Périgord, le comté de Foix, la Picardie et la Normandie ; Menguy s'occupe de la Bourgogne et de la Franche-Comté ; Ferrand hérite de la gestion du Dauphiné ; et enfin Brancas prend en charge la Lorraine, les Trois-Evêchés, l'Alsace, les Flandres, le Roussillon. Quand Danycan de Landivisiau entre au Conseil du dedans en juillet 1717, il ne reçoit qu'une attribution très secondaire : les affaires de l'Opéra. L'année 1718 voit plusieurs changements : Fieubet de Réveillon meurt en mars, en juin les conseillers issus du Parlement (Ferrand et Menguy) sont exclus et le marquis de Silly entre, mais sans attribution, en juillet.

### Gérer les affaires du dedans du Royaume
Remplaçant l'ancien Conseil des dépêches, le Conseil du dedans entretient une correspondance suivie avec les intendants et reçoit une grande quantité de lettres et de demandes diverses. Les contentieux représentent le tiers des affaires traitées : il s'agit de plaintes de sujets contre les intendants et de litiges entre des administrations ou des particuliers. Ces affaires sont souvent renvoyées pour instruction aux intendants. Un quart des dossiers correspond à des requêtes diverses, par exemple des demandes de sauf-conduits et de passeport, des confirmations de privilèges, des sollicitations d'aide financière, etc. Environ 12 % du total regroupe des affaires de justice criminelle : demande de grâce, plaintes, lettres de cachet. La même proportion d'affaires concerne les protestants ou les nouveaux convertis, qui ont souvent trait à la jouissance de leurs biens. 9 % des affaires portent sur les paroisses et la discipline ecclésiastique.  
Quant aux ponts et chaussées et aux haras, ils ne représentent que respectivement 1 % et 0,5 % des affaires traitées. En effet, ces affaires échappent au Conseil du dedans parce que Brancas, pour les haras et Beringhen, pour les ponts et chaussées, les gèrent seuls et tiennent le Conseil à l'écart. Néanmoins, le Conseil du dedans créé, par son arrêt du 1er février 1716, le corps des ingénieurs des Ponts et Chaussées. 
Le Conseil du dedans transmet environ 15 % de ces dossiers au Conseil de Régence et environ 7 % directement au Régent (ce qu'on appelle la liasse). Les avis que le Conseil du dedans transmet au Conseil de Régence ne sont pas toujours suivis par celui-ci. Par exemple, à l'été 1716, une de ses décisions favorables à des protestants alsaciens est annulée par le Conseil de Régence, qui choisit le statu quo.  
Le Conseil du dedans gère donc lui-même plus des trois quarts des affaires qui lui parviennent. Mais, contrairement aux autres conseils particuliers, il ne tranche pas de litige : il renvoie aux autorités compétentes ou, pour beaucoup d'affaires, classe sans suite. Ainsi, il repousse les requêtes qu'il juge infondées et transmet les autres, préparant ainsi le travail du Conseil de Régence. Le Conseil du dedans collabore avec celui de conscience pour les problèmes concernant les protestants, pour réformer l'Université de Douai et plus généralement sur les questions d'éducation. Les questions traitées peuvent donner lieu à de vrais débats entre les conseillers, qui préparent alors activement leur argumentation en rédigeant des mémoires préalables. Ce type de réunion semble assez rare, la plupart étant plus routinières.  
Les lettres du Conseil du dedans sont signées par son président, le duc d'Antin, le conseiller chargé du dossier et le secrétaire, Larroque. Ainsi, c'est bien le Conseil du dedans qui s'exprime, et non une personne en particulier. Avec les commis, le secrétaire tient à jour le registre des affaires.

## La fin du Conseil du dedans et de la polysynodie
Le 24 septembre 1718, le Régent met fin à la polysynodie, qui se grippe et est l'objet de critiques de plus en plus fortes. Le Conseil des affaires du dedans du Royaume est supprimé par une simple lettre du Régent à son président, le duc d'Antin, comme les Conseils de conscience, de la guerre et des affaires étrangères,. Dans sa lettre au duc d'Antin, le Régent justifie ainsi sa décision : 

« pour éviter les difficultés que les différentes affaires qui étoient portées au Conseil du dedans pourroient causer »

Évidemment, les vraies raisons sont ailleurs : elles tiennent aux critiques de l'opinion, à la multiplication des conflits au sein des conseils de la guerre, des affaires étrangères et des finances et au fort déclin de l'activité de ces conseils. Quant au Conseil du dedans, il connaît en 1718 un ralentissement relatif de son activité, mais il continue à travailler.  Il souffre surtout du conflit entre le Régent et le Parlement. En effet, le 20 juin 1718, le Parlement se prononce contre un édit sur les monnaies, lors d'une séance où siègent Ferrand et Menguy. En conséquence, ils sont démis de leurs fonctions au Conseil du dedans. L'autre parlementaire de ce conseil, Goislard de Montsabert, a jugé plus prudent d'être absent à cette séance du Parlement.
Après la suppression du Conseil du dedans, les provinces, qui en relèvent, sont réparties entre les secrétaires d’État qui retrouvent leurs attributions : La Vrillière, son jeune neveu Maurepas et Fleuriau d'Armenonville. Le duc d'Antin voit dans la suppression de la polysynodie un abaissement définitif de la noblesse d'épée